# وزیر ارتباطات و فناوری اطلاعات
وزیر ارتباطات و فناوری اطلاعات با نام سابق وزیر پست و تلگراف و تلفن وزیر وزارت‌خانهٔ ارتباطات و فناوری اطلاعات و یکی از اعضای هیئت دولت جمهوری اسلامی ایران است.
در سال ۱۲۸۸، «وزارت تلگراف» و «وزارت پست» ادغام شد و «وزارت پست و تلگراف» تأسیس شد. سپس در سال ۱۳۰۸ با پیوستن شرکت تلفن به آن، «وزارت پست و تلگراف و تلفن» تشکیل شد. در نهایت سال ۱۳۸۲، نام این وزارت‌خانه به «وزارت ارتباطات و فناوری اطلاعات» تغییر یافت.

## فهرست

### پهلوی
| ر.  | نام           | نام                             | نگاره                   | آغاز تصدی        | پایان تصدی       | دولت        | م.            |
| --- | ------------- | ------------------------------- | ----------------------- | ---------------- | ---------------- | ----------- | ------------- |
| ؟   |               | قاسم‌خان صور اسرافیل (۱۳۲۷–۱۲۶۰) |                         | ۱۳۰۸             | فروردین ۱۳۱۱     | هدایت ۲     |               |
| ؟   | هدایت ۳       | قاسم‌خان صور اسرافیل (۱۳۲۷–۱۲۶۰) |                         | ۱۳۰۸             | فروردین ۱۳۱۱     |             |               |
| ؟   |               | فرج‌الله بهرامی (۱۳۳۰–۱۲۶۰)      |                         | فروردین ۱۳۱۱     | شهریور ۱۳۱۲      | [ ۳ ]       |               |
| ؟   | هدایت ۴       | فرج‌الله بهرامی (۱۳۳۰–۱۲۶۰)      | [ ۴ ]                   | فروردین ۱۳۱۱     | شهریور ۱۳۱۲      |             |               |
| ؟   |               | محمدعلی دولتشاهی (۱۳۱۳–۱۲۶۳)    |                         | شهریور ۱۳۱۲      | تیر ۱۳۱۳         | فروغی ۲     | [ ۵ ]         |
| ؟   |               | نظام‌الدین حکمت (۱۳۱۵–۱۲۶۲)      |                         | مهر ۱۳۱۳         | بهمن ۱۳۱۵        | فروغی ۲     | [ ۶ ]         |
| ؟   | فروغی ۳       | نظام‌الدین حکمت (۱۳۱۵–۱۲۶۲)      | [ ۷ ]                   | مهر ۱۳۱۳         | بهمن ۱۳۱۵        |             |               |
| ؟   | جم ۱          | نظام‌الدین حکمت (۱۳۱۵–۱۲۶۲)      | [ ۸ ]                   | مهر ۱۳۱۳         | بهمن ۱۳۱۵        |             |               |
| –   | جم ۱          |                                 | محمد حکیمی سرپرست       |                  |                  |             |               |
| –   | جم ۲          |                                 | محمد حکیمی سرپرست       |                  |                  |             |               |
| ؟   |               | محمدابراهیم علم                 |                         | اسفند ۱۳۱۷       | شهریور ۱۳۲۰      | [ ۹ ]       |               |
| ؟   | متین‌دفتری     | محمدابراهیم علم                 | [ ۱۰ ]                  | اسفند ۱۳۱۷       | شهریور ۱۳۲۰      |             |               |
| ؟   | ع. منصور ۱    | محمدابراهیم علم                 | [ ۱۱ ]                  | اسفند ۱۳۱۷       | شهریور ۱۳۲۰      |             |               |
| ؟   | فروغی ۴       | محمدابراهیم علم                 | [ ۱۲ ]                  | اسفند ۱۳۱۷       | شهریور ۱۳۲۰      |             |               |
| ؟   |               | حمید سیاح                       |                         | ۳۰ شهریور ۱۳۲۰   | اسفند ۱۳۲۰       | فروغی ۵     |               |
| ؟   | فروغی ۶       | حمید سیاح                       | [ ۱۳ ]                  | ۳۰ شهریور ۱۳۲۰   | اسفند ۱۳۲۰       |             |               |
| ؟   |               | حسنعلی کمال هدایت               |                         | اسفند ۱۳۲۰       | اسفند ۱۳۲۰       | فروغی       | [ ۱۴ ]        |
| ؟   |               | فضل‌الله بهرامی (۱۳۴۵–۱۲۷۳)      |                         | ۱۸ اسفند ۱۳۲۰    | ۸ مرداد ۱۳۲۱     | سهیلی ۱     | [ ۱۵ ]        |
| ؟   |               | حمید سیاح                       |                         | مرداد ۱۳۲۱       | دی ۱۳۲۱          | قوام ۴      | [ ۱۶ ]        |
| ؟   |               | محسن رئیس (۱۳۵۴–۱۲۷۵)           |                         | بهمن ۱۳۲۱        | بهمن ۱۳۲۱        | قوام ۴      | [ ۱۶ ]        |
| ؟   |               | نصرالله انتظام                  |                         | اسفند ۱۳۲۱       | اسفند ۱۳۲۲       | سهیلی ۲     | [ ۱۷ ]        |
| ؟   |               | ابوالقاسم فروهر                 |                         | فروردین ۱۳۲۳     | فروردین ۱۳۲۳     | ساعد ۱      | [ ۱۸ ]        |
| ن/م |               |                                 |                         |                  |                  |             |               |
| ؟   |               | یوسف مشار (۱۳۶۵–۱۲۶۷)           |                         | شهریور ۱۳۲۳      | آبان ۱۳۲۳        | ساعد ۳      | [ ۱۹ ]        |
| ؟   |               | نادر آراسته (۱۳۵۳–۱۲۶۶)         |                         | آذر ۱۳۲۳         | اردیبهشت ۱۳۲۴    | بیات        | [ ۲۰ ]        |
| —   | —             | —                               | —                       | —                | —                | حکیمی ۱     |               |
| ؟   |               | سید احمد اعتبار                 |                         | ۱۳۲۴             | ۱۳۲۴             | صدر         | [ ۲۱ ] [ ۲۲ ] |
| —   |               |                                 |                         |                  |                  | صدر         |               |
| ؟   |               | محمود نریمان (۱۳۴۰–۱۲۷۲)        |                         | ۱۲ آبان ۱۳۲۴     | ۲۹ دی ۱۳۲۴       | حکیمی ۲     | [ ۲۳ ] [ ۲۴ ] |
| ؟   |               | سهام‌الدین غفاری (۱۳۳۰–۱۲۶۵)     |                         | بهمن ۱۳۲۴        | مرداد ۱۳۲۵       | قوام ۵      |               |
| ؟   |               | منوچهر اقبال (۱۳۵۶–۱۲۸۸)        |                         | ۱۰ مرداد ۱۳۲۵    | ۲۵ مهر ۱۳۲۵      | قوام ۶      | [ ۲۵ ]        |
| ؟   |               | عزیزالله اعزاز نیک‌پی            |                         | ۲۷ مهر ۱۳۲۵      | ۲۷ آذر ۱۳۲۵      | قوام ۷      | [ ۲۶ ]        |
| ؟   |               | محمد حکیمی سرپرست               |                         | ۲۷ آذر ۱۳۲۵      | ۱۵ اسفند ۱۳۲۵    | قوام ۷      | [ ۲۷ ]        |
| ؟   |               | عزیزالله اعزاز نیک‌پی            |                         | ۱۵ اسفند ۱۳۲۵    | ۱۳۲۶             | قوام ۷      | [ ۲۸ ]        |
| ؟   |               | سید علی نصر (۱۳۴۰–۱۲۷۴)         |                         | ۱۳۲۶             | شهریور ۱۳۲۶      | قوام ۸      |               |
| ؟   |               | جواد بوشهری                     |                         | ۱۹ شهریور ۱۳۲۶   | ۱۲ آذر ۱۳۲۶      | قوام ۹      | [ ۲۹ ]        |
| ؟   |               | محمدعلی وارسته (۱۳۶۷–۱۲۷۳)      |                         | ۶ دی ۱۳۲۶        | ۱۳۲۷             | حکیمی ۳     | [ ۳۰ ] [ ۳۱ ] |
| ؟   |               | نادر آراسته (۱۳۵۳–۱۲۶۶)         |                         | ۱۳۲۷             | ۲۱ اسفند ۱۳۲۷    | هژیر        | [ ۳۲ ]        |
| ؟   | ساعد ۴        | نادر آراسته (۱۳۵۳–۱۲۶۶)         | [ ۳۳ ]                  | ۱۳۲۷             | ۲۱ اسفند ۱۳۲۷    |             |               |
| ن/م | ن/م           | ن/م                             | ن/م                     | ن/م              | ن/م              | [ ۳۴ ]      |               |
| –   | ساعد ۴        |                                 | نجومی سرپرست            |                  |                  |             |               |
| ؟   |               | سید جلال‌الدین تهرانی            |                         | ۷ اسفند ۱۳۲۸     | ۵ تیر ۱۳۲۹       | ساعد ۵      | [ ۳۵ ]        |
| ؟   | ع. منصور ۲    | سید جلال‌الدین تهرانی            | [ ۳۶ ]                  | ۷ اسفند ۱۳۲۸     | ۵ تیر ۱۳۲۹       |             |               |
| ؟   |               | امیرقاسم اشراقی                 |                         | ۵ تیر ۱۳۲۹       | ۷ شهریور ۱۳۲۹    | رزم‌آرا      | [ ۳۷ ]        |
| ؟   | ۷ شهریور ۱۳۲۹ | امیرقاسم اشراقی                 | ۲۱ اسفند ۱۳۲۹           | [ ۳۸ ]           |                  | رزم‌آرا      |               |
| ؟   |               | احمد ابراهیمی زنگنه (۱۳۸۴–۱۲۹۰) |                         | ۲۹ اسفند ۱۳۲۹    | ۶ اردیبهشت ۱۳۳۰  | علاء ۱      | [ ۳۹ ]        |
| ؟   |               | یوسف مشار (۱۳۶۵–۱۲۶۷)           |                         | ۱۱ اردیبهشت ۱۳۳۰ | ۹ آذر ۱۳۳۰       | مصدق ۱      | [ ۴۰ ]        |
| ؟   |               | غلامحسین صدیقی (۱۳۷۰–۱۲۸۴)      |                         | ۲۰ آذر ۱۳۳۰      | ۱۴ تیر ۱۳۳۱      | مصدق ۱      | [ ۴۱ ]        |
| ؟   |               | سیف‌الله معظمی (۱۳۵۶–۱۲۸۷)       |                         | ۴ مرداد ۱۳۳۱     | ۲۸ مرداد ۱۳۳۲    | مصدق ۲      | [ ۴۲ ]        |
| ؟   |               | عباس فرزانگان (۱۳۸۲–۱۲۹۳)       |                         | ۱ شهریور ۱۳۳۲    | ۱۷ فروردین ۱۳۳۴  | زاهدی ۱     | [ ۴۳ ]        |
| ؟   | زاهدی ۲       | عباس فرزانگان (۱۳۸۲–۱۲۹۳)       | [ ۴۴ ]                  | ۱ شهریور ۱۳۳۲    | ۱۷ فروردین ۱۳۳۴  |             |               |
| ؟   |               | امیرقاسم اشراقی                 |                         | ۱۹ فروردین ۱۳۳۴  | ۷ شهریور ۱۳۳۹    | علاء ۲      | [ ۴۵ ]        |
| ؟   | علاء ۳        | امیرقاسم اشراقی                 | [ ۴۶ ]                  | ۱۹ فروردین ۱۳۳۴  | ۷ شهریور ۱۳۳۹    |             |               |
| ؟   |               | امیرقاسم اشراقی                 | اقبال                   | ۱۹ فروردین ۱۳۳۴  | ۷ شهریور ۱۳۳۹    | [ ۴۷ ]      |               |
| ؟   |               | عبدالحسین اعتبار (۱۳۷۷–۱۲۹۰)    |                         | ۹ شهریور ۱۳۳۹    | ۱۶ اردیبهشت ۱۳۴۰ | شریف‌امامی ۱ | [ ۴۸ ]        |
| ؟   | شریف‌امامی ۲   | عبدالحسین اعتبار (۱۳۷۷–۱۲۹۰)    | [ ۴۹ ]                  | ۹ شهریور ۱۳۳۹    | ۱۶ اردیبهشت ۱۳۴۰ |             |               |
| ؟   |               | هوشنگ سمیعی (۱۳۴۴–۱۲۸۲)         |                         | ۱۹ اردیبهشت ۱۳۴۰ | ۱۷ اسفند ۱۳۴۲    | امینی       | [ ۵۰ ]        |
| ؟   | علم ۱         | هوشنگ سمیعی (۱۳۴۴–۱۲۸۲)         | [ ۵۱ ]                  | ۱۹ اردیبهشت ۱۳۴۰ | ۱۷ اسفند ۱۳۴۲    |             |               |
| ؟   | علم ۲         | هوشنگ سمیعی (۱۳۴۴–۱۲۸۲)         | [ ۵۲ ]                  | ۱۹ اردیبهشت ۱۳۴۰ | ۱۷ اسفند ۱۳۴۲    |             |               |
| ؟   |               | هوشنگ سمیعی (۱۳۴۴–۱۲۸۲)         | علم ۳                   | ۱۹ اردیبهشت ۱۳۴۰ | ۱۷ اسفند ۱۳۴۲    | [ ۵۳ ]      |               |
| ؟   |               | فرهنگ شفیعی                     |                         | ۱۷ اسفند ۱۳۴۲    | ۹ آبان ۱۳۴۳      | ح. منصور    | [ ۵۴ ]        |
| ؟   |               | فتح‌الله ستوده                   |                         | ۹ آبان ۱۳۴۳      | ۷ اردیبهشت ۱۳۵۳  | ح. منصور    | [ ۵۵ ]        |
| ؟   | هویدا ۱       | فتح‌الله ستوده                   | [ ۵۶ ]                  | ۹ آبان ۱۳۴۳      | ۷ اردیبهشت ۱۳۵۳  |             |               |
| ؟   | هویدا ۲       | فتح‌الله ستوده                   | [ ۵۷ ]                  | ۹ آبان ۱۳۴۳      | ۷ اردیبهشت ۱۳۵۳  |             |               |
| ؟   | هویدا ۳       | فتح‌الله ستوده                   | [ ۵۸ ]                  | ۹ آبان ۱۳۴۳      | ۷ اردیبهشت ۱۳۵۳  |             |               |
| ؟   | هویدا ۳       |                                 | کریم معتمدی (۱۳۹۷–۱۳۰۷) |                  | ۷ اردیبهشت ۱۳۵۳  | ۱۶ دی ۱۳۵۷  | [ ۵۹ ]        |
| ؟   |               | هویدا ۴                         | کریم معتمدی (۱۳۹۷–۱۳۰۷) | [ ۶۰ ]           | ۷ اردیبهشت ۱۳۵۳  | ۱۶ دی ۱۳۵۷  |               |
| ؟   | آموزگار       | [ ۶۱ ]                          | کریم معتمدی (۱۳۹۷–۱۳۰۷) |                  | ۷ اردیبهشت ۱۳۵۳  | ۱۶ دی ۱۳۵۷  |               |
| ؟   | شریف‌امامی ۳   | [ ۶۲ ]                          | کریم معتمدی (۱۳۹۷–۱۳۰۷) |                  | ۷ اردیبهشت ۱۳۵۳  | ۱۶ دی ۱۳۵۷  |               |
| ؟   | ازهاری        | [ ۶۳ ]                          | کریم معتمدی (۱۳۹۷–۱۳۰۷) |                  | ۷ اردیبهشت ۱۳۵۳  | ۱۶ دی ۱۳۵۷  |               |
| ؟   |               | لطفعلی صمیمی                    |                         | ۱۶ دی ۱۳۵۷       | ۲۲ بهمن ۱۳۵۷     | بختیار      | [ ۶۴ ]        |

### جمهوری اسلامی
| ر.                             | نام          | نام                                     | نگاره         | آغاز تصدی                        | پایان تصدی     | دولت              | رئیس دولت     | م.            |
| ------------------------------ | ------------ | --------------------------------------- | ------------- | -------------------------------- | -------------- | ----------------- | ------------- | ------------- |
| وزیر پست و تلگراف و تلفن       |              |                                         |               |                                  |                |                   |               |               |
| ۱                              |              | محمدحسن اسلامی (۱۳۹۷–۱۳۱۲)              |               | ۳ اسفند ۱۳۵۷                     | ۱۳ آبان ۱۳۵۸   | موقت              | بازرگان       | [ ۶۵ ] [ ۶۶ ] |
| ۲                              |              | محمود قندی (۱۳۶۰–۱۳۲۳)                  |               | ۷ آذر ۱۳۵۸                       | ۷ تیر ۱۳۶۰     | موقت شورای انقلاب | بهشتی         | [ ۶۷ ]        |
| ۲                              | بنی‌صدر       | محمود قندی (۱۳۶۰–۱۳۲۳)                  |               | ۷ آذر ۱۳۵۸                       | ۷ تیر ۱۳۶۰     | موقت شورای انقلاب |               | [ ۶۷ ]        |
| ۲                              | نخست         | محمود قندی (۱۳۶۰–۱۳۲۳)                  | رجایی         | ۷ آذر ۱۳۵۸                       | ۷ تیر ۱۳۶۰     |                   |               |               |
| –                              | نخست         |                                         | رجایی         | غلامحسین دلجو (زادهٔ ۱۳۲۳) سرپرست |                | ۸ تیر ۱۳۶۰        | ۲۶ مرداد ۱۳۶۰ |               |
| ۳                              |              | سید مرتضی نبوی (زادهٔ ۱۳۲۶)              |               | ۲۶ مرداد ۱۳۶۰                    | ۶ آبان ۱۳۶۴    | دوم               | باهنر         |               |
| ۳                              | موقت         | سید مرتضی نبوی (زادهٔ ۱۳۲۶)              | مهدوی کنی     | ۲۶ مرداد ۱۳۶۰                    | ۶ آبان ۱۳۶۴    |                   |               |               |
| ۳                              | سوم          | سید مرتضی نبوی (زادهٔ ۱۳۲۶)              | موسوی         | ۲۶ مرداد ۱۳۶۰                    | ۶ آبان ۱۳۶۴    |                   |               |               |
| ۴                              |              | سید محمد غرضی (زادهٔ ۱۳۲۰)               | موسوی         |                                  | ۶ آبان ۱۳۶۴    | ۲۹ مرداد ۱۳۷۶     | چهارم         | [ ۶۸ ]        |
| ۴                              | پنجم         | سید محمد غرضی (زادهٔ ۱۳۲۰)               | هاشمی         | [ ۶۹ ]                           | ۶ آبان ۱۳۶۴    | ۲۹ مرداد ۱۳۷۶     |               |               |
| ۴                              | ششم          | سید محمد غرضی (زادهٔ ۱۳۲۰)               | هاشمی         |                                  | ۶ آبان ۱۳۶۴    | ۲۹ مرداد ۱۳۷۶     |               |               |
| ۵                              |              | محمدرضا عارف (زادهٔ ۱۳۳۰)                |               | ۲۹ مرداد ۱۳۷۶                    | ۱۳۷۹           | هفتم              | خاتمی         | [ ۷۰ ] [ ۷۱ ] |
| –                              |              | نصرالله جهانگرد (زادهٔ ۱۳۳۶) سرپرست      |               | ۱۳۷۹                             | ۱۲ مهر ۱۳۷۹    | هفتم              | خاتمی         | [ ۷۱ ] [ ۷۲ ] |
| –                              |              | سید عبدالله میرطاهری (زادهٔ ۱۳۲۸) سرپرست |               | ۱۶ مهر ۱۳۷۹                      | ۲۵ دی ۱۳۷۹     | هفتم              | خاتمی         | [ ۷۳ ]        |
| ۶                              |              | سید احمد معتمدی (زادهٔ ۱۳۳۲)             |               | ۲۵ دی ۱۳۷۹                       | ۱ دی ۱۳۸۲      | هفتم              | خاتمی         | [ ۷۴ ]        |
| ۶                              | هشتم         | سید احمد معتمدی (زادهٔ ۱۳۳۲)             | [ ۷۵ ]        | ۲۵ دی ۱۳۷۹                       | ۱ دی ۱۳۸۲      |                   | خاتمی         |               |
| وزیر ارتباطات و فناوری اطلاعات |              |                                         |               |                                  |                |                   |               |               |
| (۶)                            |              | سید احمد معتمدی (زادهٔ ۱۳۳۲)             |               | ۱ دی ۱۳۸۲                        | ۲ شهریور ۱۳۸۴  | هشتم              | خاتمی         | [ ۷۷ ]        |
| ۷                              |              | محمد سلیمانی (زادهٔ ۱۳۳۳)                |               | ۲ شهریور ۱۳۸۴                    | ۱۲ شهریور ۱۳۸۸ | نهم               | احمدی‌نژاد     | [ ۷۸ ]        |
| ۸                              |              | رضا تقی‌پور (زادهٔ ۱۳۳۶)                  |               | ۱۲ شهریور ۱۳۸۸                   | ۱۱ آذر ۱۳۹۱    | دهم               | احمدی‌نژاد     | [ ۷۹ ]        |
| –                              |              | علی نیکزاد (زادهٔ ۱۳۴۴) سرپرست           |               | ۱۱ آذر ۱۳۹۱                      | ۱۴ بهمن ۱۳۹۱   | دهم               | احمدی‌نژاد     | [ ۸۰ ]        |
| –                              |              | محمدحسن نامی (زادهٔ ۱۳۳۲)                |               | ۱۴ بهمن ۱۳۹۱                     | ۸ اسفند ۱۳۹۱   | دهم               | احمدی‌نژاد     | [ ۸۱ ]        |
| ۹                              | ۸ اسفند ۱۳۹۱ | محمدحسن نامی (زادهٔ ۱۳۳۲)                | ۲۴ مرداد ۱۳۹۲ | [ ۸۲ ]                           |                | دهم               | احمدی‌نژاد     |               |
| ۱۰                             |              | محمود واعظی (زادهٔ ۱۳۳۱)                 |               | ۲۴ مرداد ۱۳۹۲                    | ۲۹ مرداد ۱۳۹۶  | یازدهم            | روحانی        | [ ۸۳ ]        |
| ۱۱                             |              | محمدجواد آذری جهرمی (زادهٔ ۱۳۶۰)         |               | ۲۹ مرداد ۱۳۹۶                    | ۳ شهریور ۱۴۰۰  | دوازدهم           | روحانی        | [ ۸۴ ]        |
| ۱۲                             |              | عیسی زارع‌پور (زادهٔ ۱۳۵۹)                |               | ۳ شهریور ۱۴۰۰                    | ۳۱ مرداد ۱۴۰۳  | سیزدهم            | رئیسی         | [ ۸۵ ]        |
| ۱۳                             |              | سید ستار هاشمی (زادهٔ ۱۳۵۵)              |               | ۳۱ مرداد ۱۴۰۳                    | متصدی          | چهاردهم           | پزشکیان       | [ ۸۶ ]        |